# Resolució 393 del Consell de Seguretat de les Nacions Unides
La Resolució 393 del Consell de Seguretat de les Nacions Unides, fou aprovada el 30 de juliol de 1976. Després d'una carta d'un representant de Zàmbia, el Consell va condemnar un recent atac de Sud-àfrica en territori de Zàmbia, que va provocar la destrucció de la propietat i la pèrdua de vides. La resolució va expressar la seva preocupació per l'ocupació i ús sud-africà de l'Àfrica del Sud-oest com a base per atacar els països veïns de l'Àfrica i que la continuació d'això constituiria una amenaça per a la pau i la seguretat internacionals .
El Consell va concloure que l'atac era una violació de la integritat territorial, la independència i la sobirania de Zàmbia. Va reiterar el seu suport al poble de Namíbia i als països que recolzen la seva causa, així com l'eliminació de l'apartheid que seria "necessari per a la consecució de la justícia i la pau duradora a la regió". La resolució també va declarar que si continuen posteriors atacs, decidirà les mesures adequades per respondre d'acord amb la Carta de les Nacions Unides.
La resolució, també recolzada pel Zaire, va ser adoptada per 14 vots contra cap; amb una abstenció dels Estats Units.
En els dies previs a la reunió, Zàmbia va condemnar a Sud-àfrica per realitzar atacs en el seu territori que van causar 24 morts i 45 ferits. També va acusar Sud-àfrica a bombardejar un poble proper la frontera amb Angola i Àfrica del Sud-oest al llarg del Zambezi. Sud-àfrica va negar les acusacions, dient que "en cap moment ha autoritzat i no autoritzaria els atacs als pobles de Zàmbia". També va criticar el Consell de Seguretat per aprovar condemnes sense comprometre's amb el país, "Necessitem comunicació. No necessitem exacerbacions" segons el representant sud-africà Pik Botha.